# Liste der Gebietsänderungen in Sachsen-Anhalt 2010
Die Liste der Gebietsänderungen in Sachsen-Anhalt 2010 enthält Änderungen an Gemeindegebieten des Landes Sachsen-Anhalt in der Zeit vom 1. Januar 2010 bis zum 31. Dezember 2010. Dazu zählen unter anderem Zusammenschlüsse und Trennungen von Gemeinden, Eingliederungen von Gemeinden in eine andere, Änderungen des Gemeindenamens und Umgliederungen von Teilen einer Gemeinde in eine andere.

## Legende
- Datum: juristisches Wirkungsdatum der Gebietsänderung
- Gemeinde vor der Änderung: Gemeinde vor der Gebietsänderung
- Gebietsänderung: Art der Gebietsänderung
- Gemeinde nach der Änderung: Gemeinde nach der Gebietsänderung
- Landkreis: Landkreis der Gemeinde nach der Gebietsänderung

Die Sortierung erfolgt chronologisch: Datum, kreisfreie Städte, Landkreise, aufnehmende oder neu gebildete Gemeinde. Heute noch bestehende Gemeinden sind farbig unterlegt.

## Liste
| Datum      | Gemeinde vor der Änderung | Maßnahme        | Gemeinde nach der Änderung | Landkreis              |
| ---------- | --- | --------------- | -------------------------- | ---------------------- |
| 01.01.2010 | Binde Höwisch Kaulitz Kerkau Kläden Kleinau Leppin Neulingen Sanne-Kerkuhn Schrampe Thielbeer Ziemendorf                                                                                      | Eingliederung   | Arendsee (Altmark)         | Altmarkkreis Salzwedel |
| 01.01.2010 | Neuekrug | Eingliederung   | Diesdorf                   | Altmarkkreis Salzwedel |
| 01.01.2010 | Jeseritz Potzehne Roxförde Wannefeld Wiepke Zichtau | Eingliederung   | Gardelegen                 | Altmarkkreis Salzwedel |
| 01.01.2010 | Bornsen Hanum Jübar Lüdelsen Nettgau | Zusammenschluss | Jübar                      | Altmarkkreis Salzwedel |
| 01.01.2010 | Brunau Engersen Jeetze Kakerbeck Kalbe (Milde) Packebusch Vienau | Zusammenschluss | Kalbe (Milde)              | Altmarkkreis Salzwedel |
| 01.01.2010 | Dönitz Immekath Jahrstedt Kunrau Kusey Neuendorf Neuferchau Ristedt Schwiesau Steimke Wenze                                                                                                   | Eingliederung   | Klötze                     | Altmarkkreis Salzwedel |
| 01.01.2010 | Chüden Henningen Klein Gartz Langenapel Liesten Osterwohle Pretzier Riebau Seebenau Tylsen | Eingliederung   | Salzwedel                  | Altmarkkreis Salzwedel |
| 01.01.2010 | Burgkemnitz Friedersdorf Gossa Gröbern Krina Mühlbeck Muldenstein Plodda Pouch Rösa Schlaitz Schwemsal                                                                                        | Zusammenschluss | Muldestausee               | Anhalt-Bitterfeld      |
| 01.01.2010 | Chörau Diebzig Dornbock Drosa Elsnigk Großpaschleben Kleinpaschleben Libbesdorf Micheln Osternienburg Reppichau Trinum Wulfen Zabitz                                                          | Zusammenschluss | Osternienburger Land       | Anhalt-Bitterfeld      |
| 01.01.2010 | Altjeßnitz Jeßnitz (Anhalt) Marke Raguhn Retzau Schierau Thurland Tornau vor der Heide | Zusammenschluss | Raguhn-Jeßnitz             | Anhalt-Bitterfeld      |
| 01.01.2010 | Edderitz Fraßdorf Glauzig Großbadegast Hinsdorf Libehna Maasdorf Meilendorf Prosigk Quellendorf Radegast Reupzig Riesdorf Scheuder Trebbichau an der Fuhne Weißandt-Gölzau Wieskau Zehbitz    | Zusammenschluss | Südliches Anhalt           | Anhalt-Bitterfeld      |
| 01.01.2010 | Bornum Buhlendorf Deetz Dobritz Gehrden Gödnitz Grimme Güterglück Hohenlepte Jütrichau Leps Lindau Moritz Nedlitz Nutha Polenzko Reuden/Anhalt Steutz Straguth Walternienburg Zernitz         | Eingliederung   | Zerbst/Anhalt              | Anhalt-Bitterfeld      |
| 01.01.2010 | Altenhausen Emden Ivenrode | Zusammenschluss | Altenhausen                | Börde                  |
| 01.01.2010 | Am Großen Bruch Wulferstedt | Zusammenschluss | Am Großen Bruch            | Börde                  |
| 01.01.2010 | Angern Bertingen Mahlwinkel Wenddorf | Zusammenschluss | Angern                     | Börde                  |
| 01.01.2010 | Wieglitz | Eingliederung   | Bülstringen                | Börde                  |
| 01.01.2010 | Burgstall Cröchern Dolle Sandbeiendorf | Zusammenschluss | Burgstall                  | Börde                  |
| 01.01.2010 | Berenbrock Calvörde Dorst Grauingen Klüden Mannhausen Velsdorf Wegenstedt Zobbenitz | Zusammenschluss | Calvörde                   | Börde                  |
| 01.01.2010 | Wormsdorf | Eingliederung   | Eilsleben                  | Börde                  |
| 01.01.2010 | Bartensleben Hakenstedt Uhrsleben | Eingliederung   | Erxleben                   | Börde                  |
| 01.01.2010 | Behnsdorf Belsdorf Böddensell Flechtingen | Zusammenschluss | Flechtingen                | Börde                  |
| 01.01.2010 | Ackendorf Bebertal Eichenbarleben Groß Santersleben Hermsdorf Hohenwarsleben Irxleben Niederndodeleben Nordgermersleben Ochtmersleben Schackensleben Wellen                                   | Zusammenschluss | Hohe Börde                 | Börde                  |
| 01.01.2010 | Barneberg | Eingliederung   | Hötensleben                | Börde                  |
| 01.01.2010 | Alleringersleben Eimersleben Morsleben Ostingersleben | Zusammenschluss | Ingersleben                | Börde                  |
| 01.01.2010 | Heinrichsberg Loitsche | Zusammenschluss | Loitsche-Heinrichsberg     | Börde                  |
| 01.01.2010 | Bösdorf Döhren Eickendorf Eschenrode Etingen Hödingen Hörsingen Kathendorf Oebisfelde Rätzlingen Schwanefeld Seggerde Siestedt Walbeck Weferlingen                                            | Zusammenschluss | Oebisfelde-Weferlingen     | Börde                  |
| 01.01.2010 | Peseckendorf | Eingliederung   | Oschersleben (Bode)        | Börde                  |
| 01.01.2010 | Marienborn | Eingliederung   | Sommersdorf                | Börde                  |
| 01.01.2010 | Bottmersdorf Domersleben Dreileben Eggenstedt Groß Rodensleben Hohendodeleben Klein Rodensleben Seehausen Wanzleben                                                                           | Zusammenschluss | Wanzleben-Börde            | Börde                  |
| 01.01.2010 | Born Hillersleben Neuenhofe | Zusammenschluss | Westheide                  | Börde                  |
| 01.01.2010 | Meineweh Pretzsch Unterkaka | Zusammenschluss | Anhalt Süd                 | Burgenlandkreis        |
| 01.01.2010 | Droyßig Weißenborn | Zusammenschluss | Droyßig                    | Burgenlandkreis        |
| 01.01.2010 | Bergisdorf Droßdorf Heuckewalde Schellbach | Zusammenschluss | Gutenborn                  | Burgenlandkreis        |
| 01.01.2010 | Granschütz Taucha | Eingliederung   | Hohenmölsen                | Burgenlandkreis        |
| 01.01.2010 | Döschwitz Grana Kretzschau | Zusammenschluss | Kretzschau                 | Burgenlandkreis        |
| 01.01.2010 | Großgörschen Lützen Muschwitz Poserna Rippach Starsiedel | Zusammenschluss | Lützen                     | Burgenlandkreis        |
| 01.01.2010 | Görschen Löbitz Mertendorf | Zusammenschluss | Mertendorf                 | Burgenlandkreis        |
| 01.01.2010 | Abtlöbnitz Casekirchen Leislau Molau | Zusammenschluss | Molauer Land               | Burgenlandkreis        |
| 01.01.2010 | Bad Kösen Crölpa-Löbschütz Janisroda Prießnitz | Eingliederung   | Naumburg (Saale)           | Burgenlandkreis        |
| 01.01.2010 | Goldschau Heidegrund Waldau | Eingliederung   | Osterfeld                  | Burgenlandkreis        |
| 01.01.2010 | Bröckau Wittgendorf | Zusammenschluss | Schnaudertal               | Burgenlandkreis        |
| 01.01.2010 | Langendorf Markwerben Uichteritz | Eingliederung   | Weißenfels                 | Burgenlandkreis        |
| 01.01.2010 | Gieckau Wethau | Zusammenschluss | Wethau                     | Burgenlandkreis        |
| 01.01.2010 | Breitenbach Haynsburg Wetterzeube | Zusammenschluss | Wetterzeube                | Burgenlandkreis        |
| 01.01.2010 | Luckenau Theißen | Eingliederung   | Zeitz                      | Burgenlandkreis        |
| 01.01.2010 | Radisleben | Eingliederung   | Ballenstedt                | Harz                   |
| 01.01.2010 | Cattenstedt Derenburg Heimburg Hüttenrode Timmenrode Wienrode | Eingliederung   | Blankenburg (Harz)         | Harz                   |
| 01.01.2010 | Aspenstedt Athenstedt Langenstein Sargstedt Schachdorf Ströbeck | Eingliederung   | Halberstadt                | Harz                   |
| 01.01.2010 | Abbenrode Danstedt Heudeber Langeln Schmatzfeld Stapelburg Veckenstedt Wasserleben | Zusammenschluss | Nordharz                   | Harz                   |
| 01.01.2010 | Benneckenstein (Harz) Elbingerode (Harz) Elend Hasselfelde Sorge Stiege Tanne | Zusammenschluss | Oberharz am Brocken        | Harz                   |
| 01.01.2010 | Aue-Fallstein Berßel Bühne Lüttgenrode Osterwieck Rhoden Schauen Wülperode | Zusammenschluss | Osterwieck                 | Harz                   |
| 01.01.2010 | Nienhagen | Eingliederung   | Schwanebeck                | Harz                   |
| 01.01.2010 | Hausneindorf Wedderstedt | Zusammenschluss | Selke-Aue                  | Harz                   |
| 01.01.2010 | Heteborn | Eingliederung   | Selke-Aue                  | Harz                   |
| 01.01.2010 | Reddeber | Eingliederung   | Wernigerode                | Harz                   |
| 01.01.2010 | Biederitz Gerwisch Gübs Königsborn Woltersdorf | Zusammenschluss | Biederitz                  | Jerichower Land        |
| 01.01.2010 | Brettin Demsin Jerichow Kade Karow Klitsche Nielebock Redekin Roßdorf Schlagenthin Wulkow Zabakuck                                                                                            | Zusammenschluss | Jerichow                   | Jerichower Land        |
| 01.01.2010 | Drewitz Grabow Krüssau Rietzel Wüstenjerichow | Eingliederung   | Möckern                    | Jerichower Land        |
| 01.01.2010 | Hohenwarthe Körbelitz Lostau Möser Pietzpuhl Schermen | Zusammenschluss | Möser                      | Jerichower Land        |
| 01.01.2010 | Beyernaumburg Emseloh Holdenstedt Katharinenrieth Liedersdorf Mittelhausen Niederröblingen (Helme) Nienstedt Pölsfeld Sotterhausen Wolferstedt                                                | Eingliederung   | Allstedt                   | Mansfeld-Südharz       |
| 01.01.2010 | Alterode Bräunrode Greifenhagen Harkerode Quenstedt Sandersleben (Anhalt) Stangerode Sylda Ulzigerode Welbsleben                                                                              | Zusammenschluss | Arnstein                   | Mansfeld-Südharz       |
| 01.01.2010 | Augsdorf Friedeburgerhütte Gerbstedt Hübitz Ihlewitz Rottelsdorf Siersleben Welfesholz Zabenstedt                                                                                             | Zusammenschluss | Gerbstedt                  | Mansfeld-Südharz       |
| 01.01.2010 | Burgsdorf Hedersleben | Eingliederung   | Lutherstadt Eisleben       | Mansfeld-Südharz       |
| 01.01.2010 | Amsdorf Aseleben Erdeborn Hornburg Lüttchendorf Neehausen Röblingen am See Seeburg Stedten Wansleben am See                                                                                   | Zusammenschluss | Seegebiet Mansfelder Land  | Mansfeld-Südharz       |
| 01.01.2010 | Bennungen Breitenstein Breitungen Dietersdorf Drebsdorf Hainrode Hayn (Harz) Kleinleinungen Questenberg Roßla Rottleberode Schwenda Uftrungen                                                 | Zusammenschluss | Südharz                    | Mansfeld-Südharz       |
| 01.01.2010 | Nempitz Tollwitz | Eingliederung   | Bad Dürrenberg             | Saalekreis             |
| 01.01.2010 | Milzau | Eingliederung   | Bad Lauchstädt             | Saalekreis             |
| 01.01.2010 | Alberstedt | Eingliederung   | Farnstädt                  | Saalekreis             |
| 01.01.2010 | Niemberg Oppin Schwerz | Eingliederung   | Landsberg                  | Saalekreis             |
| 01.01.2010 | Geusa | Eingliederung   | Merseburg                  | Saalekreis             |
| 01.01.2010 | Oechlitz | Eingliederung   | Mücheln (Geiseltal)        | Saalekreis             |
| 01.01.2010 | Esperstedt | Eingliederung   | Obhausen                   | Saalekreis             |
| 01.01.2010 | Brachstedt Götschetal Krosigk Kütten Morl Petersberg | Zusammenschluss | Petersberg                 | Saalekreis             |
| 01.01.2010 | Beesenstedt Bennstedt Fienstedt Höhnstedt Kloschwitz Lieskau Salzmünde Schochwitz Zappendorf                                                                                                  | Zusammenschluss | Salzatal                   | Saalekreis             |
| 01.01.2010 | Wallendorf (Luppe) | Eingliederung   | Schkopau                   | Saalekreis             |
| 01.01.2010 | Albersroda Steigra | Zusammenschluss | Steigra                    | Saalekreis             |
| 01.01.2010 | Dornstedt Langenbogen Steuden | Eingliederung   | Teutschenthal              | Saalekreis             |
| 01.01.2010 | Schackstedt | Eingliederung   | Aschersleben               | Salzlandkreis          |
| 01.01.2010 | Barby (Elbe) Breitenhagen Glinde Groß Rosenburg Lödderitz Pömmelte Sachsendorf Tornitz Wespen Zuchau                                                                                          | Zusammenschluss | Barby                      | Salzlandkreis          |
| 01.01.2010 | Baalberge Biendorf Gröna Peißen Poley Preußlitz Wohlsdorf | Eingliederung   | Bernburg (Saale)           | Salzlandkreis          |
| 01.01.2010 | Tarthun Unseburg | Zusammenschluss | Bördeaue                   | Salzlandkreis          |
| 01.01.2010 | Etgersleben Hakeborn Westeregeln | Zusammenschluss | Börde-Hakel                | Salzlandkreis          |
| 01.01.2010 | Amesdorf | Eingliederung   | Güsten                     | Salzlandkreis          |
| 01.01.2010 | Cörmigk Edlau Gerlebogk Wiendorf | Eingliederung   | Könnern                    | Salzlandkreis          |
| 01.01.2010 | Gerbitz Latdorf Neugattersleben Pobzig Wedlitz | Eingliederung   | Nienburg (Saale)           | Salzlandkreis          |
| 01.01.2010 | Aulosen Krüden Pollitz Wanzer | Zusammenschluss | Aland                      | Stendal                |
| 01.01.2010 | Boock Bretsch Gagel Heiligenfelde Kossebau Losse Lückstedt | Zusammenschluss | Altmärkische Höhe          | Stendal                |
| 01.01.2010 | Falkenberg Lichterfelde Neukirchen (Altmark) Wendemark | Zusammenschluss | Altmärkische Wische        | Stendal                |
| 01.01.2010 | Badingen Berkau Bismark (Altmark) Büste Dobberkau Garlipp Grassau Hohenwulsch Holzhausen Käthen Kläden Könnigde Kremkau Meßdorf Querstedt Schäplitz Schernikau Schorstedt Steinfeld (Altmark) | Zusammenschluss | Bismark (Altmark)          | Stendal                |
| 01.01.2010 | Baben Eichstedt (Altmark) Lindtorf | Zusammenschluss | Eichstedt (Altmark)        | Stendal                |
| 01.01.2010 | Schönfeld Wulkau | Eingliederung   | Kamern                     | Stendal                |
| 01.01.2010 | Neuermark-Lübars | Eingliederung   | Klietz                     | Stendal                |
| 01.01.2010 | Hohengöhren | Eingliederung   | Schönhausen (Elbe)         | Stendal                |
| 01.01.2010 | Beuster Geestgottberg Losenrade Seehausen (Altmark) | Zusammenschluss | Seehausen (Altmark)        | Stendal                |
| 01.01.2010 | Buchholz Groß Schwechten Heeren Möringen Nahrstedt Staats Uchtspringe Uenglingen Volgfelde Wittenmoor                                                                                         | Eingliederung   | Stendal                    | Stendal                |
| 01.01.2010 | Bölsdorf Buch Grobleben Hämerten Langensalzwedel Miltern Storkau (Elbe) | Eingliederung   | Tangermünde                | Stendal                |
| 01.01.2010 | Behrendorf Werben (Elbe) | Zusammenschluss | Werben (Elbe)              | Stendal                |
| 01.01.2010 | Fischbeck (Elbe) Wust | Zusammenschluss | Wust-Fischbeck             | Stendal                |
| 01.01.2010 | Gollensdorf Groß Garz | Zusammenschluss | Zehrental                  | Stendal                |
| 01.01.2010 | Bräsen Stackelitz | Eingliederung   | Coswig (Anhalt)            | Wittenberg             |
| 01.01.2010 | Naundorf bei Seyda | Eingliederung   | Jessen (Elster)            | Wittenberg             |
| 01.01.2010 | Dabrun Eutzsch Rackith Radis Rotta Schleesen Selbitz Uthausen Wartenburg | Eingliederung   | Kemberg                    | Wittenberg             |
| 01.01.2010 | Boßdorf Kropstädt Straach | Eingliederung   | Lutherstadt Wittenberg     | Wittenberg             |
| 02.01.2010 | Wackersleben | Eingliederung   | Hötensleben                | Börde                  |
| 24.01.2010 | Freist Friedeburg (Saale) Heiligenthal | Eingliederung   | Gerbstedt                  | Mansfeld-Südharz       |
| 11.02.2010 | Klein Wanzleben | Namensänderung  | Zuckerdorf Klein Wanzleben | Börde                  |
| 20.04.2010 | Braschwitz | Eingliederung   | Landsberg                  | Saalekreis             |
| 29.04.2010 | Vinzelberg | Eingliederung   | Stendal                    | Stendal                |
| 31.05.2010 | Bellingen Birkholz Bittkau Cobbel Demker Grieben Hüselitz Jerchel Kehnert Lüderitz Ringfurth Schelldorf Schernebeck Schönwalde (Altmark) Tangerhütte Uchtdorf Uetz Weißewarte Windberge       | Zusammenschluss | Tangerhütte                | Stendal                |
| 01.09.2010 | Mehmke | Eingliederung   | Diesdorf                   | Altmarkkreis Salzwedel |
| 01.09.2010 | Görzig Gröbzig Piethen | Eingliederung   | Südliches Anhalt           | Anhalt-Bitterfeld      |
| 01.09.2010 | Drackenstedt Druxberge Ovelgünne | Eingliederung   | Eilsleben                  | Börde                  |
| 01.09.2010 | Bornstedt Rottmersleben | Eingliederung   | Hohe Börde                 | Börde                  |
| 01.09.2010 | Everingen | Eingliederung   | Oebisfelde-Weferlingen     | Börde                  |
| 01.09.2010 | Hadmersleben | Eingliederung   | Oschersleben (Bode)        | Börde                  |
| 01.09.2010 | Zuckerdorf Klein Wanzleben | Eingliederung   | Wanzleben-Börde            | Börde                  |
| 01.09.2010 | Reinsdorf | Eingliederung   | Nebra (Unstrut)            | Burgenlandkreis        |
| 01.09.2010 | Burgwerben Großkorbetha Leißling Reichardtswerben Schkortleben Storkau Tagewerben Wengelsdorf                                                                                                 | Eingliederung   | Weißenfels                 | Burgenlandkreis        |
| 01.09.2010 | Neudorf | Eingliederung   | Harzgerode                 | Harz                   |
| 01.09.2010 | Westerhausen | Eingliederung   | Thale                      | Harz                   |
| 01.09.2010 | Schopsdorf Stresow | Eingliederung   | Möckern                    | Jerichower Land        |
| 01.09.2010 | Winkel | Eingliederung   | Allstedt                   | Mansfeld-Südharz       |
| 01.09.2010 | Arnstedt Wiederstedt | Eingliederung   | Arnstein                   | Mansfeld-Südharz       |
| 01.09.2010 | Ritterode Walbeck | Eingliederung   | Hettstedt                  | Mansfeld-Südharz       |
| 01.09.2010 | Dederstedt | Eingliederung   | Seegebiet Mansfelder Land  | Mansfeld-Südharz       |
| 01.09.2010 | Stolberg (Harz) Wickerode | Eingliederung   | Südharz                    | Mansfeld-Südharz       |
| 01.09.2010 | Hohenthurm Peißen | Eingliederung   | Landsberg                  | Saalekreis             |
| 01.09.2010 | Angersdorf | Eingliederung   | Teutschenthal              | Saalekreis             |
| 01.09.2010 | Gnadau | Eingliederung   | Barby                      | Salzlandkreis          |
| 01.09.2010 | Gatersleben | Eingliederung   | Seeland                    | Salzlandkreis          |
| 01.09.2010 | Wahrenberg | Eingliederung   | Aland                      | Stendal                |
| 01.09.2010 | Schinne | Eingliederung   | Bismark (Altmark)          | Stendal                |
| 01.09.2010 | Schwarzholz | Eingliederung   | Hohenberg-Krusemark        | Stendal                |
| 01.09.2010 | Schönberg | Eingliederung   | Seehausen (Altmark)        | Stendal                |
| 01.09.2010 | Dahlen Insel | Eingliederung   | Stendal                    | Stendal                |
| 01.09.2010 | Thießen | Eingliederung   | Coswig (Anhalt)            | Wittenberg             |